# Miernikowcowate Belgii
Miernikowcowate Polski – ogół taksonów motyli z rodziny miernikowcowatych, których występowanie stwierdzono na terenie Belgii.
W Belgii stwierdzono 340 gatunków:

- Abraxas grossulariata
- Abraxas sylvata
- Acasis viretata
- Adactylotis contaminaria
- Aethalura punctulata
- Agriopis aurantiaria
- Agriopis bajaria
- Agriopis leucophaearia
- Agriopis marginaria
- Alcis bastelbergeri
- Alcis repandata
- Aleucis distinctata
- Alsophila aceraria
- Alsophila aescularia
- Angerona prunaria
- Anticlea derivata
- Anticollix sparsata
- Apeira syringaria
- Aplasta ononaria
- Aplocera efformata
- Aplocera plagiata
- Aplocera praeformata
- Apocheima hispidaria
- Archiearis parthenias
- Aspitates gilvaria
- Aspitates ochrearia
- Asthena albulata
- Asthena anseraria
- Biston betularia
- Biston strataria
- Boudinotiana notha
- Bupalus piniaria
- Cabera exanthemata
- Cabera pusaria
- Campaea honoraria
- Campaea margaritaria
- Camptogramma bilineata
- Cataclysme riguata
- Catarhoe cuculata
- Catarhoe rubidata
- Cepphis advenaria
- Charissa obscurata
- Charissa pullata
- Chesias legatella
- Chesias rufata
- Chiasmia aestimaria
- Chiasmia clathrata
- Chlorissa cloraria
- Chlorissa viridata
- Chloroclysta miata
- Chloroclysta siterata
- Chloroclystis v-ata
- Cidaria fulvata
- Cleora cinctaria
- Cleorodes lichenaria
- Coenotephria salicata
- Colostygia multistrigaria
- Colostygia olivata
- Colostygia pectinataria
- Colotois pennaria
- Comibaena bajularia
- Cosmorhoe ocellata
- Costaconvexa polygrammata
- Crocallis elinguaria
- Cyclophora albipunctata
- Cyclophora annularia
- Cyclophora linearia
- Cyclophora pendularia
- Cyclophora porata
- Cyclophora punctaria
- Cyclophora puppillaria
- Cyclophora quercimontaria
- Cyclophora ruficiliaria
- Deileptenia ribeata
- Dyscia fagaria
- Dysstroma citrata
- Dysstroma truncata
- Earophila badiata
- Ecliptopera capitata
- Ecliptopera silaceata
- Ectropis crepuscularia
- Electrophaes corylata
- Elophos dilucidaria
- Ematurga atomaria
- Ennomos alniaria
- Ennomos autumnaria
- Ennomos erosaria
- Ennomos fuscantaria
- Ennomos quercinaria
- Epione repandaria
- Epione vespertaria
- Epirranthis diversata
- Epirrhoe alternata
- Epirrhoe galiata
- Epirrhoe hastulata
- Epirrhoe molluginata
- Epirrhoe rivata
- Epirrhoe tristata
- Epirrita autumnata
- Epirrita christyi
- Epirrita dilutata
- Erannis defoliaria
- Euchoeca nebulata
- Eulithis mellinata
- Eulithis populata
- Eulithis prunata
- Eulithis testata
- Euphyia biangulata
- Euphyia frustata
- Euphyia unangulata
- Eupithecia abbreviata
- Eupithecia abietaria
- Eupithecia absinthiata
- Eupithecia actaeata
- Eupithecia analoga
- Eupithecia assimilata
- Eupithecia cauchiata
- Eupithecia centaureata
- Eupithecia denotata
- Eupithecia distinctaria
- Eupithecia dodoneata
- Eupithecia egenaria
- Eupithecia exiguata
- Eupithecia expallidata
- Eupithecia extraversaria
- Eupithecia goossensiata
- Eupithecia haworthiata
- Eupithecia icterata
- Eupithecia impurata
- Eupithecia indigata
- Eupithecia innotata
- Eupithecia insigniata
- Eupithecia intricata
- Eupithecia inturbata
- Eupithecia irriguata
- Eupithecia lanceata
- Eupithecia laquaearia
- Eupithecia lariciata
- Eupithecia linariata
- Eupithecia millefoliata
- Eupithecia nanata
- Eupithecia phoeniceata
- Eupithecia pimpinellata
- Eupithecia plumbeolata
- Eupithecia pulchellata
- Eupithecia pusillata
- Eupithecia pygmaeata
- Eupithecia satyrata
- Eupithecia selinata
- Eupithecia semigraphata
- Eupithecia simpliciata
- Eupithecia subfuscata
- Eupithecia subumbrata
- Eupithecia succenturiata
- Eupithecia tantillaria
- Eupithecia tenuiata
- Eupithecia tripunctaria
- Eupithecia trisignaria
- Eupithecia valerianata
- Eupithecia venosata
- Eupithecia virgaureata
- Eupithecia vulgata
- Eustroma reticulata
- Fagivorina arenaria
- Gagitodes sagittata
- Gandaritis pyraliata
- Geometra papilionaria
- Gnophos furvata
- Gymnoscelis rufifasciata
- Hemistola chrysoprasaria
- Hemithea aestivaria
- Horisme aquata
- Horisme radicaria
- Horisme tersata
- Horisme vitalbata
- Hydrelia flammeolaria
- Hydrelia sylvata
- Hydria cervinalis
- Hydria undulata
- Hydriomena furcata
- Hydriomena impluviata
- Hydriomena ruberata
- Hylaea fasciaria
- Hypomecis punctinalis
- Hypomecis roboraria
- Hypoxystis pluviaria
- Idaea aversata
- Idaea biselata
- Idaea degeneraria
- Idaea deversaria
- Idaea dilutaria
- Idaea dimidiata
- Idaea emarginata
- Idaea fuscovenosa
- Idaea humiliata
- Idaea inquinata
- Idaea laevigata
- Idaea macilentaria
- Idaea muricata
- Idaea ochrata
- Idaea pallidata
- Idaea rubraria
- Idaea rufaria
- Idaea rusticata
- Idaea seriata
- Idaea serpentata
- Idaea straminata
- Idaea subsericeata
- Idaea sylvestraria
- Idaea trigeminata
- Isturgia famula
- Isturgia limbaria
- Isturgia murinaria
- Jodis lactearia
- Jodis putata
- Lampropteryx otregiata
- Lampropteryx suffumata
- Larentia clavaria
- Ligdia adustata
- Lithostege griseata
- Lobophora halterata
- Lomaspilis marginata
- Lomographa bimaculata
- Lomographa temerata
- Lycia hirtaria
- Lycia zonaria
- Lythria cruentaria
- Macaria alternata
- Macaria artesiaria
- Macaria brunneata
- Macaria liturata
- Macaria notata
- Macaria signaria
- Macaria wauaria
- Melanthia procellata
- Menophra abruptaria
- Mesoleuca albicillata
- Mesotype didymata
- Mesotype parallelolineata
- Minoa murinata
- Nothocasis sertata
- Odezia atrata
- Odontopera bidentata
- Operophtera brumata
- Operophtera fagata
- Opisthograptis luteolata
- Orthonama obstipata
- Orthonama vittata
- Ourapteryx sambucaria
- Pachycnemia hippocastanaria
- Paradarisa consonaria
- Parectropis similaria
- Pareulype berberata
- Pasiphila chloerata
- Pasiphila debiliata
- Pasiphila rectangulata
- Pelurga comitata
- Pennithera firmata
- Perconia strigillaria
- Peribatodes ilicaria
- Peribatodes rhomboidaria
- Peribatodes secundaria
- Perizoma affinitata
- Perizoma albulata
- Perizoma alchemillata
- Perizoma bifaciata
- Perizoma blandiata
- Perizoma flavofasciata
- Perizoma hydrata
- Petrophora chlorosata
- Phibalapteryx virgata
- Phigalia pilosaria
- Philereme transversata
- Philereme vetulata
- Plagodis dolabraria
- Plagodis pulveraria
- Plemyria rubiginata
- Pseudopanthera macularia
- Pseudoterpna pruinata
- Pterapherapteryx sexalata
- Pungeleria capreolaria
- Rheumaptera hastata
- Rheumaptera subhastata
- Rhodometra sacraria
- Rhodostrophia vibicaria
- Scopula corrivalaria
- Scopula decorata
- Scopula emutaria
- Scopula floslactata
- Scopula imitaria
- Scopula immorata
- Scopula immutata
- Scopula incanata
- Scopula marginepunctata
- Scopula nigropunctata
- Scopula ornata
- Scopula rubiginata
- Scopula ternata
- Scopula tessellaria
- Scopula umbelaria
- Scopula virgulata
- Scotopteryx bipunctaria
- Scotopteryx chenopodiata
- Scotopteryx luridata
- Scotopteryx moeniata
- Scotopteryx mucronata
- Selenia dentaria
- Selenia lunularia
- Selenia tetralunaria
- Selidosema brunnearia
- Siona lineata
- Spargania luctuata
- Stegania cararia
- Stegania trimaculata
- Synopsia sociaria
- Tephronia sepiaria
- Thalera fimbrialis
- Thera britannica
- Thera cognata
- Thera cupressata
- Thera juniperata
- Thera obeliscata
- Thera variata
- Thera vetustata
- Theria primaria
- Theria rupicapraria
- Thetidia smaragdaria
- Timandra comae
- Trichopteryx carpinata
- Trichopteryx polycommata
- Triphosa dubitata
- Venusia blomeri
- Venusia cambrica
- Xanthorhoe biriviata
- Xanthorhoe designata
- Xanthorhoe ferrugata
- Xanthorhoe fluctuata
- Xanthorhoe montanata
- Xanthorhoe quadrifasiata
- Xanthorhoe spadicearia